# 夏雲ノイズ
『夏雲ノイズ』（なつぐもノイズ）は、スキマスイッチの1枚目のオリジナルアルバム。

## 解説
- 初回生産限定盤・通常盤の2種同時発売。初回盤にはDVDが付属されている。また、紙ジャケット仕様。 2018年のユニバーサルミュージック移籍時に「スキマスイッチ」までのアルバムと一緒に再発されている
- 表紙のイラストは塩田雅紀が担当。
- アルバムのタイトルについては「2つの相反する言葉を合わせた造語をタイトルにしたかったので…“美しいメロディ”に“ちょっと？な歌詞”や、スキマスイッチの2人も相反するような存在だという事もあって。ノイズはセミの鳴き声のように“あるとちょっとウルサイけど、ないと凄く寂しいもの”のような愛着の沸く感じにこのアルバムがなって欲しかったので」と語っている[2]。
- もともとは曲（後の「雨待ち風」）のタイトルであったが、当時のチーフディレクターが「夏雲ノイズ」というタイトルを気に入っていたため、本作のタイトルとして使われることとなった[3]。
- また、アルバムのタイトルはインディーズ時代の曲名から来ており、2001年発売のミニアルバム「僕の話」および「POPMAN'S WORLD〜All Time Best 2003-2013〜」ボーナスCDに収録されている。
- 本作の制作にあたっては「ピアノを全面に使う」「エレキギターは使わない」などの縛りを設けていた[4]。

## 収録曲
| 全作詞・作曲・編曲: スキマスイッチ（プロデュース）。 |                                      |                                |                                |      |
| #                                                    | タイトル                             | 作詞                           | 作曲・編曲                     | 時間 |
| 1.                                                   | 「螺旋」                             | スキマスイッチ（プロデュース） | スキマスイッチ（プロデュース） | 5:07 |
| 2.                                                   | 「ふれて未来を」                     | スキマスイッチ（プロデュース） | スキマスイッチ（プロデュース） | 4:03 |
| 3.                                                   | 「桜夜風」                           | スキマスイッチ（プロデュース） | スキマスイッチ（プロデュース） | 4:46 |
| 4.                                                   | 「view」                             | スキマスイッチ（プロデュース） | スキマスイッチ（プロデュース） | 4:16 |
| 5.                                                   | 「きみがいいなら」                   | スキマスイッチ（プロデュース） | スキマスイッチ（プロデュース） | 3:49 |
| 6.                                                   | 「ドーシタトースター」               | スキマスイッチ（プロデュース） | スキマスイッチ（プロデュース） | 4:58 |
| 7.                                                   | 「君の話 〜エヴォリューションMix〜」 | スキマスイッチ（プロデュース） | スキマスイッチ（プロデュース） | 3:48 |
| 8.                                                   | 「僕の話」                           | スキマスイッチ（プロデュース） | スキマスイッチ（プロデュース） | 3:54 |
| 9.                                                   | 「種を蒔く人」                       | スキマスイッチ（プロデュース） | スキマスイッチ（プロデュース） | 4:18 |
| 10.                                                  | 「キミドリ色の世界」                 | スキマスイッチ（プロデュース） | スキマスイッチ（プロデュース） | 3:23 |
| 11.                                                  | 「えんぴつケシゴム 〜overture〜」    | スキマスイッチ（プロデュース） | スキマスイッチ（プロデュース） | 5:04 |
| 12.                                                  | 「奏（かなで）」                     | スキマスイッチ（プロデュース） | スキマスイッチ（プロデュース） | 5:29 |
| 合計時間:                                            | 合計時間:                            | 52:55                          |                                |      |

## 楽曲解説
1. 螺旋
  - ピアノリフの曲を作ろうというところから出来上がった楽曲[4]。
  - イントロは「君の話」のリミックス制作中に、常田が遊びで弾いたフレーズが基となっている[4]。
  - 大橋は、当時良く聴いていた「クラムボンの影響もあるだろう」と語っている[4]。
  - 常田が初めてブラスアレンジをした楽曲[4]。
  - 歌詞を作るにあたっては「エロス感を出そうとしていた」と語っている[4]。
  - 常田は「一回聴いただけじゃ分からない要素を入れた楽曲を一曲目にしたいと考えていた」と語っている[4]。
  - 2012年に実施された、5thアルバム『musium』までの楽曲を対象としたファン投票で6位となり、ベスト・アルバム『DOUBLES BEST』に収録された。
2. ふれて未来を
  - 3rdシングル
3. 桜夜風
  - 山崎まさよしがパーカッションおよびアコースティックギターで参加している[2]。
  - この曲のレコーディング中、二人がパソコンでアレンジしているのを見た山崎から「現場の音を大事にした方が良い」とアドバイスをもらい、壺を叩く音や箒を掃く音を取り入れることとなった[4]。
  - 大橋は「ちゃんとしたはっきりとしたサビがない感じが好き」と語っている[4]。
4. view
  - メジャーデビューシングル
  - シングルに収録されているものとは異なるアレンジとなっている。
5. きみがいいなら
  - 大橋曰く「That'sシンタワールド」な楽曲[4]。
  - 後のインタビューで「アイドルの追っかけの男の子」の曲であることを明かしている[4]。
  - 過激な歌詞が当時話題になり、事務所に投書が届いたことを後のインタビューで明かしている[4]。
  - 17thシングル「ユリーカ」にライブバージョンが収録されている。
6. ドーシタトースター
  - 大橋が作ったメロディを常田が気に入り形にした楽曲[4]。
  - 常田の作った叩き台を見た大橋は「こんな女々しい曲は歌えない」と嫌がったが、常田の強い意向により収録が決まった[4]。
  - タイトルは奥田民生の「ガソリンガタリン」に影響を受けたもの[4]。
  - 4thシングル「冬の口笛」に弦楽器でアレンジされたバージョンが収録されている。
7. 君の話 〜エヴォリューションMix〜
  - ミニアルバム『君の話』収録曲「君の話」をアレンジしたもの。
8. 僕の話
  - 「「君の話」のアンサーソング的なタイトルにしたが、歌詞はいっさい関係ない」と語っている[4]。
  - 60,70年代のソフトロックにハマっていた頃に作った楽曲で、KIRINJIの影響を受けている[4]。
  - 楽曲の叩き台は大橋が担当[4]。
  - 当時の「全部サビにしたい」という想いが強く出ている楽曲で、後のインタビューで大橋は「メロディ過多」と表現している[4]。
  - 2ndシングル「奏（かなで）」にはデモ音源にアレンジを加えたものを「僕の話 -プロトタイプ-」として収録されていた。
9. 種を蒔く人
  - 大橋曰く「シンタワールド」「四畳半な感じ」な楽曲[4]。
  - 常田の強いこだわりによりペダル・スティール・ギターとベース以外全て打ち込みでレコーディングされている[4]。
  - 大橋は「シンタくんが書いた歌詞の中で一番好き」と語っている[4]。
  - 当時スピッツの「楓」を良く聴いていたことから、「楓」のスティール・ギターを担当した田村玄一にレコーディングを依頼している[4]。
  - デモのタイトルは「僕はいつも」
10. キミドリ色の世界
  - Mr.Childrenの鈴木英哉がドラムで参加している[4]。
  - 大橋は「頼むのはタダだから馬鹿なフリをしてお願いした」と語っている[4]。
  - デモのタイトルは「足りないもの」
11. えんぴつケシゴム 〜overture〜
  - 「ケシゴム三部作」の第二部の曲。6thシングル「雨待ち風」収録曲「青春騎士」、9thシングル「アカツキの詩」収録曲「君曜日」とこの曲で三部作となっている。
  - ビートルズの影響を受けている[4]。
  - 大橋は「アルバム収録曲で一番レコーディングが大変だった」と語っている。

「〜overture〜」について
  - 短いピアノソロの楽曲。
  - 常田が渋谷駅でサンプリングしてきた音声も収録されている。
  - 「えんぴつケシゴム」と同じトラックに収録されており、ブックレットに制作上の都合により頭だしができない旨が記載されている。
  - 後のインタビューでは「アルバムを通して聴かないと流れないようにしたかった」と語っている[4]。
12. 奏（かなで）
  - 2ndシングル

## 初回特典DVD収録内容
1. -Interview-　夏雲ノイズ編[5]
2. -Interview-　ビデオクリップ編[5]
3. -video clip- 「view」[5]
4. -video clip- 「君の話」[5]
5. -video clip- 「奏（かなで）」[5]
6. -video clip- 「ふれて未来を」[5]

## 参加ミュージシャン
1. 螺旋
  - 大橋卓弥：Vocal, Chorus, Acoustic Guitar
  - 常田真太郎：Piano, Other Instruments, Treatment, Brass Arrange
  - 沖山優司：Bass
  - 佐野康夫：Drums
  - 若森さちこ：Percussion
  - 山本拓夫：Tenor Sax
  - 西村浩二：Trumpet
  - 村田陽一：Trombone
2. ふれて未来を
  - 大橋卓弥：Vocal, Chorus, Acoustic Guitar
  - 常田真太郎：Piano, Other Instruments, Treatment, Strings and Brass Arrange
  - 沖山優司：Bass
  - 古田たかし：Drums, Percussion
  - 弦一徹ストリングス：Strings
  - 山本拓夫：Tenor Sax
  - 西村浩二：Trumpet
  - 木幡光邦：Trumpet
  - 広原正典：Trombone
3. 桜夜風
  - 大橋卓弥：Vocal, Chorus, Acoustic Guitar
  - 常田真太郎：Piano, Other Instruments, Treatment
  - 山崎まさよし：Acoustic Guitar, Chorus, Pot, Ho-ki
4. view
  - 大橋卓弥：Vocal, Chorus, Acoustic Guitar
  - 常田真太郎：Piano, Other Instruments, Treatment, Strings Arrange
  - 渡辺等：Bass
  - 佐野康夫：Drums
  - 岩戸有紀子：Violin
  - 大沼幸江：Viola
  - 住友紀人：Strings Arrange
5. きみがいいなら
  - 大橋卓弥：Vocal, Chorus
  - 常田真太郎：Piano, Treatment
  - 渡辺等：Bass
  - 佐野康夫：Drums
6. ドーシタトースター
  - 大橋卓弥：Vocal
  - 常田真太郎：Piano
7. 君の話 〜エヴォリューションMix〜
  - 大橋卓弥：Vocal, Chorus, Acoustic Guitar
  - 常田真太郎：Piano, Other Instruments, Treatment
  - 渡辺等：Bass
  - 佐野康夫：Drums
  - 若森さちこ：Percussion
  - 山本拓夫：Flute
8. 僕の話
  - 大橋卓弥：Vocal, Chorus, Acoustic Guitar
  - 常田真太郎：Piano, Other Instruments, Treatment
  - 伊藤健太（ゲントウキ）：Bass
  - 笹井享介（ゲントウキ）：Drums
  - 山本拓夫：Flute
9. 種を蒔く人
  - 大橋卓弥：Vocal, Chorus, Acoustic Guitar
  - 常田真太郎：Piano, Other Instruments, Treatment
  - 伊藤健太（ゲントウキ）：Bass
  - 田村玄一：Pedal Steel
10. キミドリ色の世界
  - 大橋卓弥：Vocal, Chorus, Acoustic Guitar
  - 常田真太郎：Wurlitzer, Other Instruments, Treatment, Strings Arrange
  - 三浦 "JAY" 剛 (DOWN 2 EARTH)：Bass
  - 鈴木英哉 (Mr.Children)：Drums
  - 若森さちこ：Percussion
11. えんぴつケシゴム
  - 大橋卓弥：Vocal, Chorus, Acoustic Guitar, Fake Piano, Bass, Drums, Percussion
  - 常田真太郎：Chorus, Real Piano, Organ, Drum Fill, Percussion, Treatment
  - 松田龍太：Fill Selector
  - 西川友絵：Chorus, Nice Assist
  - 増田 "Life Like" 敦：Chorus, Percussion, Hand Clap
  - 坂田 “シャンシャン♪タンバリン” 厚子：Chorus, Percussion, Hand Clap
  - 長谷川 "TSUU" 都：Chorus, Percussion, Hand Clap
  - 半田 “おはん” 悠：Chorus, Percussion, Hand Clap
12. 奏（かなで）
  - 大橋卓弥：Vocal, Chorus, Acoustic Guitar
  - 常田真太郎：Piano, Other Instruments, Treatment, Strings Arrange
  - 馬場一嘉：Acoustic Guitar
  - 沖山優司：Bass

## ライブ映像作品
| 曲名             | 発売年 | 作品名                                                                           |
| ---------------- | ------ | -------------------------------------------------------------------------------- |
| 螺旋             | 2007年 | sukimaswitch official fan club DELUXE FAN CLUB EVENT Vol.1 「V.I.P.」            |
| 螺旋             | 2008年 | スキマスイッチ ARENA TOUR'07 "W-ARENA"THE MOVIE                                  |
| 螺旋             | 2010年 | スキマスイッチ TOUR 2010 "LAGRANGIAN POINT"THE MOVIE                             |
| 螺旋             | 2012年 | スキマスイッチ TOUR 2012 “musium” THE MOVIE                                      |
| 螺旋             | 2013年 | スキマスイッチ TOUR 2012-2013“DOUBLES ALL JAPAN”THE MOVIE                        |
| 螺旋             | 2014年 | スキマスイッチ 10th Anniversary Arena Tour 2013 “POPMAN'S WORLD”THE MOVIE        |
| 螺旋             | 2015年 | sukimaswitch official fan club DELUXE FAN CLUB EVENT TOUR 「V.I.P. Vol.2」       |
| 螺旋             | 2019年 | SUKIMASWITCH 15th Anniversary Special at YOKOHAMA ARENA 〜Reversible〜 THE MOVIE |
| 螺旋             | 2021年 | スキマスイッチ TOUR 2020-2021 Smoothie THE MOVIE                                 |
| 螺旋             | 2022年 | スキマスイッチ 2004ファーストツアー “夏雲ノタビ” 〜日本公演〜 THE MOVIE          |
| 螺旋             | 2022年 | スキマスイッチ TOUR '07 “夕風トラベル” THE MOVIE                                 |
| 螺旋             | 2023年 | DELUXE FAN CLUB EVENT TOUR V.I.P. Vol.4                                          |
| ふれて未来を     | -      | →「 ふれて未来を#ライブ映像作品 」を参照                                         |
| 桜夜風           | 2005年 | 全力少年                                                                         |
| 桜夜風           | 2009年 | SUKIMASWITCH TOUR'09 "DOUBLES" LIVE DVD                                          |
| 桜夜風           | 2022年 | スキマスイッチ TOUR '06 “空創トリップ” THE MOVIE                                 |
| 桜夜風           | 2025年 | スキマスイッチ TOUR 2024-2025 “A museMentally” THE MOVIE                         |
| view             | -      | →「 view#ライブ映像作品 」を参照                                                 |
| きみがいいなら   | 2007年 | sukimaswitch official fan club DELUXE FAN CLUB EVENT Vol.1 「V.I.P.」            |
| きみがいいなら   | 2012年 | スキマスイッチ TOUR 2012 “musium” THE MOVIE                                      |
| きみがいいなら   | 2014年 | Sukimaswitch in Augusta Camp 2013                                                |
| きみがいいなら   | 2021年 | スキマスイッチ2021ライブ&ドキュメンタリーfor DELUXE                              |
| きみがいいなら   | 2022年 | スキマスイッチ TOUR '06 “空創トリップ” THE MOVIE                                 |
| きみがいいなら   | 2025年 | スキマスイッチ TOUR 2024-2025 “A museMentally” THE MOVIE                         |
| 僕の話           | 2007年 | sukimaswitch official fan club DELUXE FAN CLUB EVENT Vol.1 「V.I.P.」            |
| 僕の話           | 2019年 | SUKIMASWITCH TOUR 2018 "ALGOrhythm" THE MOVIE                                    |
| 種を蒔く人       | 2015年 | sukimaswitch official fan club DELUXE FAN CLUB EVENT TOUR 「V.I.P. Vol.3」       |
| 種を蒔く人       | 2017年 | SUKIMASWITCH TOUR 2017 “re:Action”THE MOVIE for DELUXE                           |
| 種を蒔く人       | 2021年 | スキマスイッチ TOUR 2020-2021 Smoothie THE MOVIE                                 |
| キミドリ色の世界 | 2012年 | スキマスイッチ TOUR 2012 “musium” THE MOVIE                                      |
| キミドリ色の世界 | 2015年 | sukimaswitch official fan club DELUXE FAN CLUB EVENT TOUR 「V.I.P. Vol.2」       |
| キミドリ色の世界 | 2015年 | sukimaswitch official fan club DELUXE FAN CLUB EVENT TOUR 「V.I.P. Vol.3」       |
| キミドリ色の世界 | 2017年 | SUKIMASWITCH TOUR 2017 “re:Action”THE MOVIE for DELUXE                           |
| キミドリ色の世界 | 2023年 | DELUXE FAN CLUB EVENT TOUR V.I.P. Vol.4                                          |
| えんぴつケシゴム | 2007年 | sukimaswitch official fan club DELUXE FAN CLUB EVENT Vol.1 「V.I.P.」            |
| えんぴつケシゴム | 2015年 | sukimaswitch official fan club DELUXE FAN CLUB EVENT TOUR 「V.I.P. Vol.2」       |
| えんぴつケシゴム | 2015年 | sukimaswitch official fan club DELUXE FAN CLUB EVENT TOUR 「V.I.P. Vol.3」       |
| 奏（かなで）     | -      | →「 奏（かなで）#ライブ映像作品 」を参照                                         |

## 他のアルバムへの収録
| 曲名               | 発売年 | 作品名                                                                 | 分類     |
| ------------------ | ------ | ---------------------------------------------------------------------- | -------- |
| 螺旋               | 2008年 | スキマスイッチ ARENA TOUR'07 "W-ARENA"                                 | ライブ   |
| 螺旋               | 2012   | DOUBLES BEST                                                           | ベスト   |
| 螺旋               | 2012   | スキマスイッチ TOUR 2012 "musium"                                      | ライブ   |
| 螺旋               | 2013年 | スキマスイッチ TOUR 2012-2013“DOUBLES ALL JAPAN”                       | ライブ   |
| 螺旋               | 2014年 | スキマスイッチ 10th Anniversary Arena Tour 2013 “POPMAN'S WORLD”       | ライブ   |
| 螺旋               | 2019年 | SUKIMASWITCH 15th Anniversary Special at YOKOHAMA ARENA 〜Reversible〜 | ライブ   |
| 螺旋               | 2021年 | スキマスイッチ TOUR 2020-2021 Smoothie                                 | ライブ   |
| ふれて未来を       | -      | →「 ふれて未来を#収録アルバム 」を参照                                 | -        |
| 桜夜風             | 2015年 | スキマスイッチ TOUR 2015 “SUKIMASWITCH”SPECIAL                         | ライブ   |
| view               | -      | →「 view#収録アルバム 」を参照                                         | -        |
| きみがいいなら     | 2012年 | ユリーカ                                                               | シングル |
| きみがいいなら     | 2025年 | スキマスイッチ TOUR 2024-2025 “A museMentally”                         | ライブ   |
| ドーシタトースター | 2004年 | 冬の口笛                                                               | シングル |
| ドーシタトースター | 2016年 | POPMAN'S ANOTHER WORLD                                                 | ベスト   |
| 君の話             | -      | →「 君の話#収録アルバム 」を参照                                       | -        |
| 僕の話             | 2004年 | 奏（かなで）                                                           | シングル |
| 僕の話             | 2016年 | POPMAN'S ANOTHER WORLD                                                 | ベスト   |
| 種を蒔く人         | 2021年 | スキマスイッチ TOUR 2020-2021 Smoothie                                 | ライブ   |
| キミドリ色の世界   | 2012年 | スキマスイッチ TOUR 2012 "musium"                                      | ライブ   |
| えんぴつケシゴム   | -      | -                                                                      | -        |
| 奏（かなで）       | -      | →「 奏（かなで）#収録アルバム 」を参照                                 | -        |